# Yokosuka K5Y
Die auch als Marinetyp 93 bezeichnete K5Y gehört zu den in den größten Stückzahlen gebauten japanischen Schulflugzeugen.

## Geschichte
Der Prototyp flog erstmals im Dezember 1933. Von Januar 1934 bis 1945 wurden insgesamt 5.768 Maschinen der landgestützten K5Y1 sowie der Schwimmerversion K5Y2 bei acht verschiedenen Herstellern produziert. Die Weiterentwicklung der K5Y2 war die K5Y3; sie war mit einem Hitachi-Amakaze-21-Motor ausgestattet und erschien in nur zwei Exemplaren. Die K5Y4 und K5Y5 blieben Projekte. Alliierter Codename: Willow.

## Technische Daten
| Kenngröße             | Daten (K5Y1)                                                               |
| --------------------- | -------------------------------------------------------------------------- |
| Hersteller            | Mitsubishi                                                                 |
| Baujahr(e)            | 1940–1945                                                                  |
| Besatzung             | 2                                                                          |
| Länge                 | 8,05 m                                                                     |
| Flügelspannweite      | 11,00 m                                                                    |
| Höhe                  | 3,20 m                                                                     |
| Flügelfläche          | 27,7 m²                                                                    |
| Antrieb               | ein luftgekühlter 9-Zylinder-Sternmotor Hitachi Amakaze 11                 |
| Startleistung         | 250 kW (340 PS)                                                            |
| Höchstgeschwindigkeit | 210 km/h                                                                   |
| Marschgeschwindigkeit | 140 km/h in 1000 m Höhe                                                    |
| Steigzeit             | 13,5 min auf 3000 m Höhe                                                   |
| Dienstgipfelhöhe      | 5700 m                                                                     |
| Reichweite            | 1020 km                                                                    |
| Bewaffnung            | ein starres 7,7-mm-Maschinengewehr Typ 89 ein bewegliches 7,7-mm-MG Typ 92 |
| Abwurfmunition        | zwei 30-kg-Bomben oder zehn 10-kg-Bomben                                   |